# Webster (Dakota Południowa)
Webster – miasto w Stanach Zjednoczonych, w stanie Dakota Południowa, siedziba administracyjna hrabstwa Day.